# Chemehuevi
Los Chemehuevi son un pueblo indígena de la Gran Cuenca, en el sudoeste de Estados Unidos. Son la rama más meridional del sur de Paiute.  Los indios Chemehuevi se encuentran dispersos entre las siguientes tribus reconocidas a nivel federal:
- Tribus Indias del Río Colorado
- Tribu India Chemehuevi de la Reserva Chemehuevi
- Morongo Band of Mission Indians
- Cabazon Band of Mission Indians
- Banda de indios Cahuilla Agua Caliente
- Desierto de Torres-Martínez Indios Cahuilla
- Veintinueve Palms Band of Mission Indians of California

Algunos Chemehuevi también forman parte de la Banda Soboba de indios luiseños, cuyos miembros son en su mayoría miembros de la banda Sovovatum o Soboba de las tribus cahuilla y luiseño.

## Nombre
«Chemehuevi» tiene múltiples interpretaciones. Se considera que es un término mojave que significa «aquellos que juegan con peces»; o una palabra quechan que significa «nariz en el aire como un correcaminos».  Los Chemehuevi se llaman a sí mismos Nüwüwü ("El Pueblo", singular Nüwü ) o Tantáwats, que significa «Hombres del Sur».

## Idioma
Su idioma, el chemehuevi, es una lengua numérica del río Colorado en la rama de la lengua numérica de la familia de lenguas uto-aztecas. Transcrito por primera vez por John P. Harrington y Carobeth Laird a principios del siglo XX, fue estudiado en la década de 1970 por la lingüista Margaret L. Press cuyas notas de campo y extensas grabaciones de sonido permanecen disponibles. El lenguaje está ahora cerca de la extinción;  durante la filmación del documental estadounidense de 2008 Ironbound Films The Linguists, los lingüistas Greg Anderson y K. David Harrison entrevistaron y grabaron a uno de los últimos 3 oradores restantes.
En 2015, se estableció el Siwavaats Junior College en Havasu Lake, California, para enseñar el idioma a los niños. Se esperaba que un diccionario chemehuevi con 250.000 palabras esté disponible en 2016.

## Historia y cultura tradicional

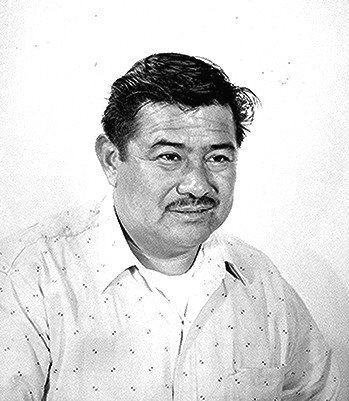
McKinley Fisher, un hombre de Chemehuevi empleado por el Servicio Indio en la Agencia de Colorado, Arizona en 1957.

Los chemehuevi fueron originalmente una tribu del desierto entre el grupo Paiute del Sur. Después del contacto, vivían principalmente en el desierto oriental de Mojave y más tarde en la isla Cottonwood en Nevada y el valle Chemehuevi a lo largo del río Colorado en California . Eran personas nómadas que vivían en pequeños grupos dados los escasos recursos disponibles en el entorno del desierto. Carobeth Laird indica que su territorio tradicional abarcaba el Alto Desierto desde el río Colorado en el este hasta las montañas Tehachapi en el oeste y desde el área de Las Vegas y el Valle de la Muerte en el norte hasta las montañas San Bernardino y San Gabriel en el sur. Están más identificados entre los indios de la Gran Cuenca . Entre otros, son primos del Kawaiisu. 
La colección más completa de historia, cultura y mitología de Chemehuevi fue reunida por Carobeth Laird (1895–1983) y su esposo, George Laird, uno de los últimos Chemehuevi criados en la cultura tradicional. Carobeth Laird, lingüista y etnógrafa, escribió una descripción completa de la cultura y el idioma tal como George Laird lo recordaba, y publicó sus esfuerzos de colaboración en su The Chemehuevis de 1976, la primera y, hasta la fecha, la única etnografía de la cultura tradicional de Chemehuevi.

Describiendo a los Chemehuevi como los conocía, y presentando la textura de la vida tradicional entre la gente, Carobeth Laird escribe:
El personaje de Chemehuevi está formado por polaridades que son complementarias más que contradictorias. Son locuaces pero capaces de silenciar; gregario pero tan cerca de la tierra que las familias solteras o incluso los hombres solos pueden vivir y viajar durante largos períodos lejos de otros seres humanos; orgulloso, pero capaz de un gentil ridículo. Son conservadores hasta cierto punto, pero insaciablemente curiosos y listos para investigar e incluso adoptar nuevas formas: visitar todas las tribus, ya sean amigos o enemigos; hablar lenguas extrañas, cantar canciones extrañas y casarse con esposas extrañas. 

## Población

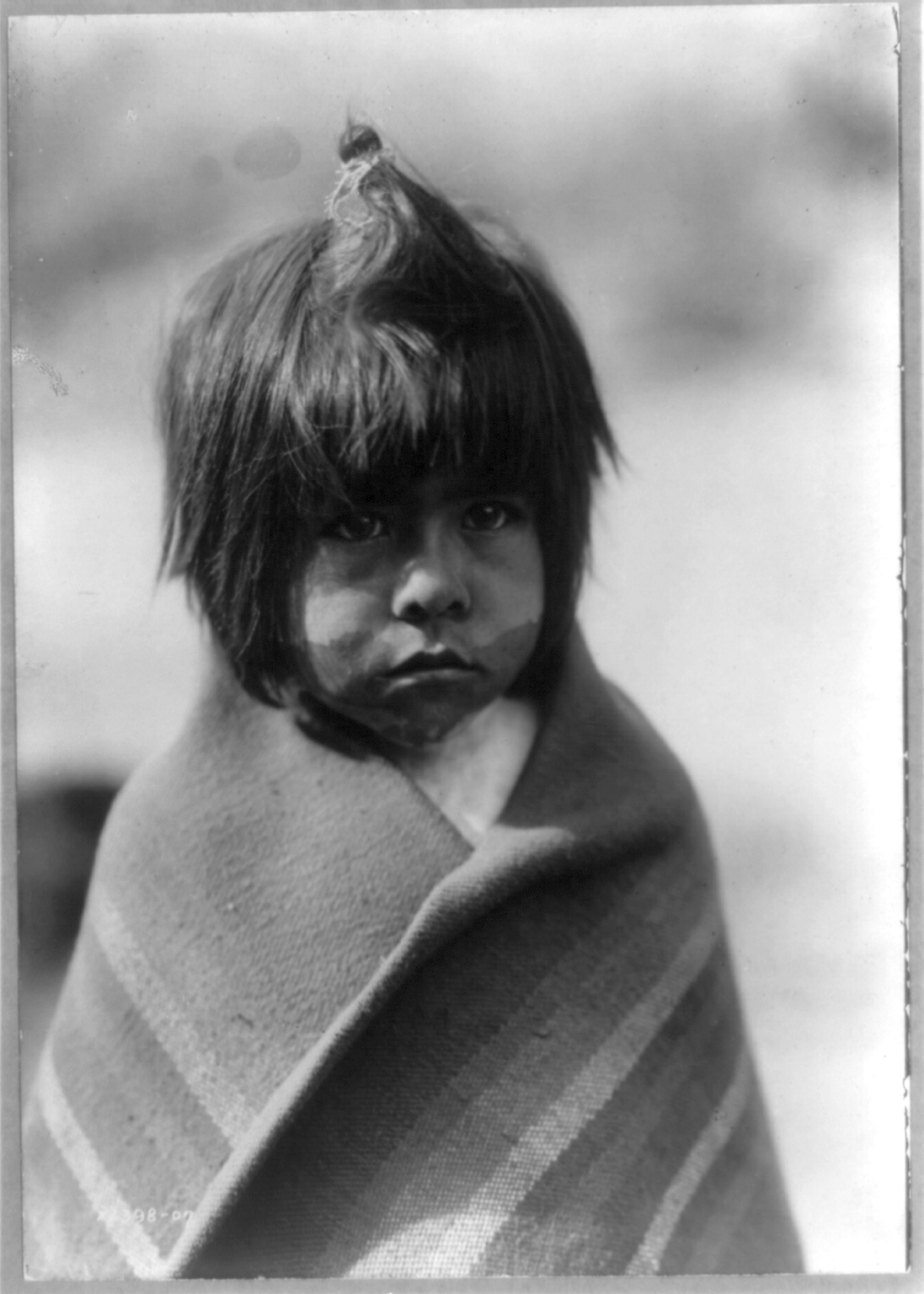
Chemehuevi boy por Edward S. Curtis

Las estimaciones para las poblaciones de precontacto de la mayoría de los grupos nativos en California han variado sustancialmente. Alfred L. Kroeber estimó la población combinada de 1770 de Chemehuevi, Koso y Kawaiisu en 1.500. La estimación combinada en 1910 se redujo a 500.  Un agente indio informó que la población de Chemehuevi en 1875 era de 350.  Kroeber estimó que los datos del censo de EE. UU. Ponían a la población de Chemehuevi en 1910 como 355.  población a partir de 2016 es en los años 1000.

## Bandas
- Howaits ( Hokwaits , vivía en las montañas de Ivanpah , llamado Ivanpah Mountain Group)
- Kauyaichits (vivía en el área de Ash Meadows , llamado Ash Meadows Group)
- Mokwats (vivía en las montañas de Kingston , llamado Kingston Mountain Group)
- Moviats ( Movweats , vivía en la isla Cottonwood, llamada Cottonwood Island Group)
- Palonies ( en español) "el calvo", viajó al área al norte de Los Ángeles )
- Shivawach (un grupo de ellos vivía en Twentynine Palms , el segundo en el valle de Chemehuevi )
- Tümplsagavatsits ( Timpashauwagotsits , vivía en las montañas de Providence, por lo tanto, se llama Providence Mountain Group)
- Yagats (vivía en el valle de Amargosa y a lo largo del río Amargosa , llamado Grupo del río Amargosa)